# Десерт

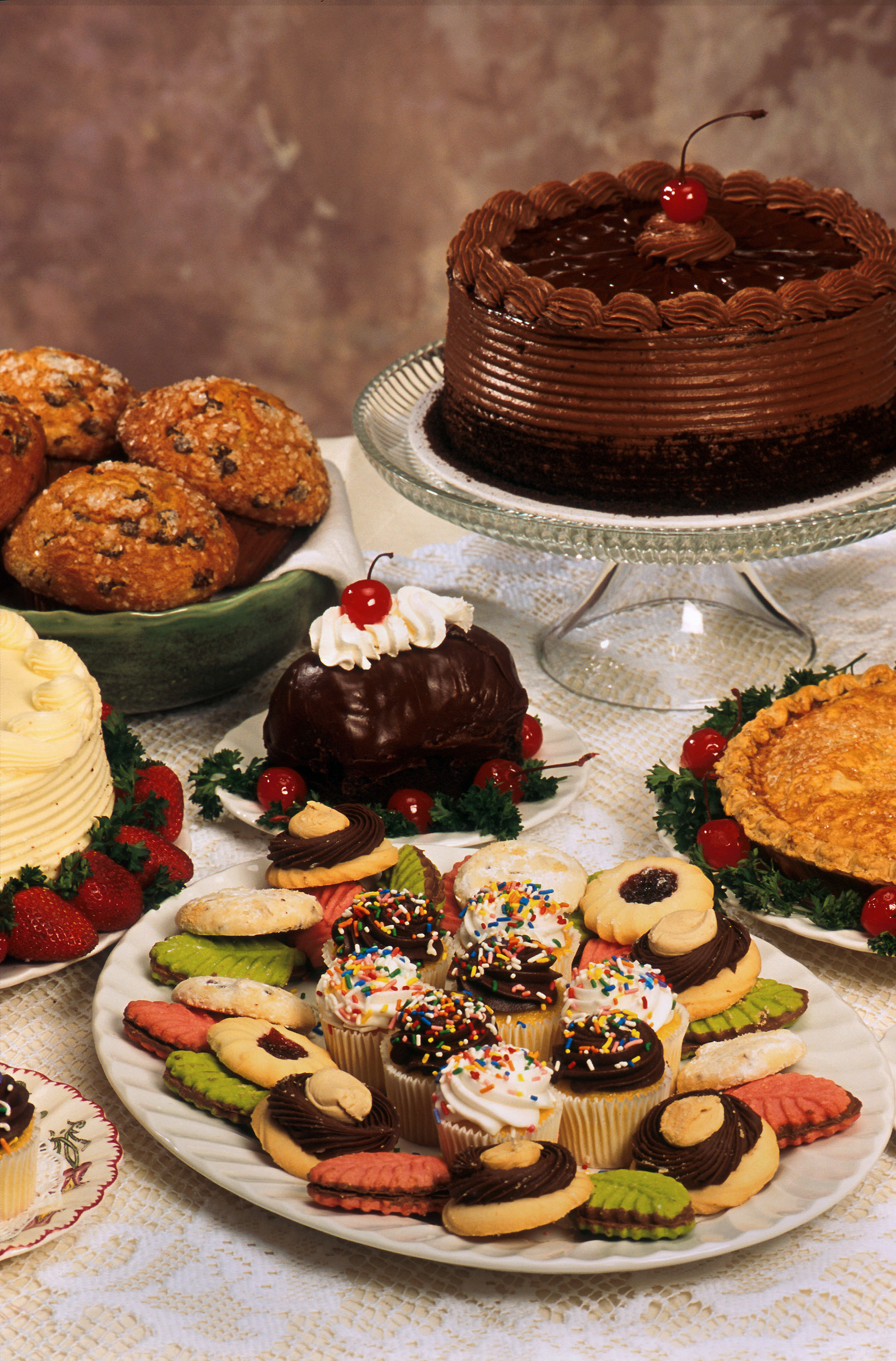
Різноманітні десерти

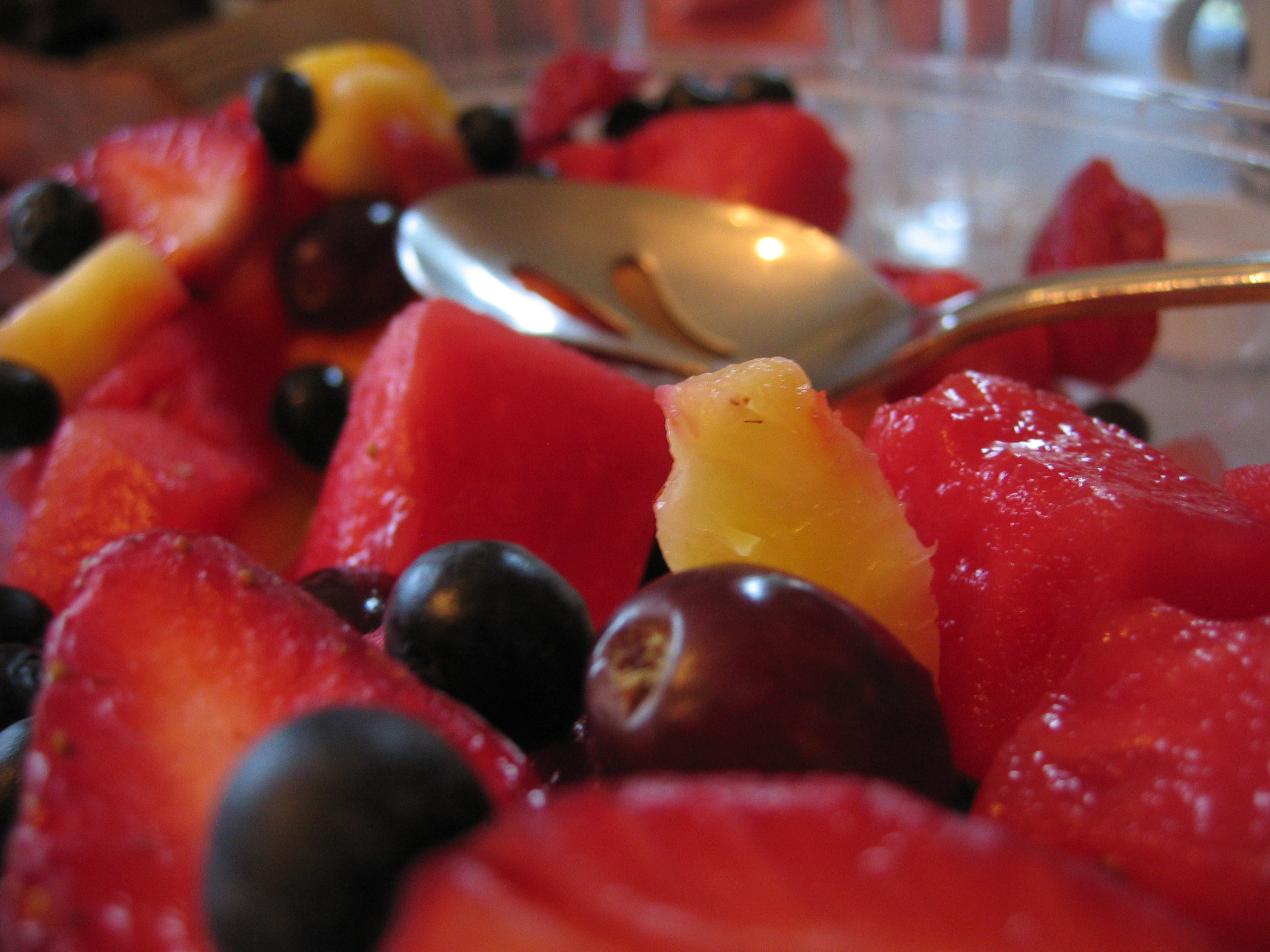
Фруктовий салат — дуже популярний десерт

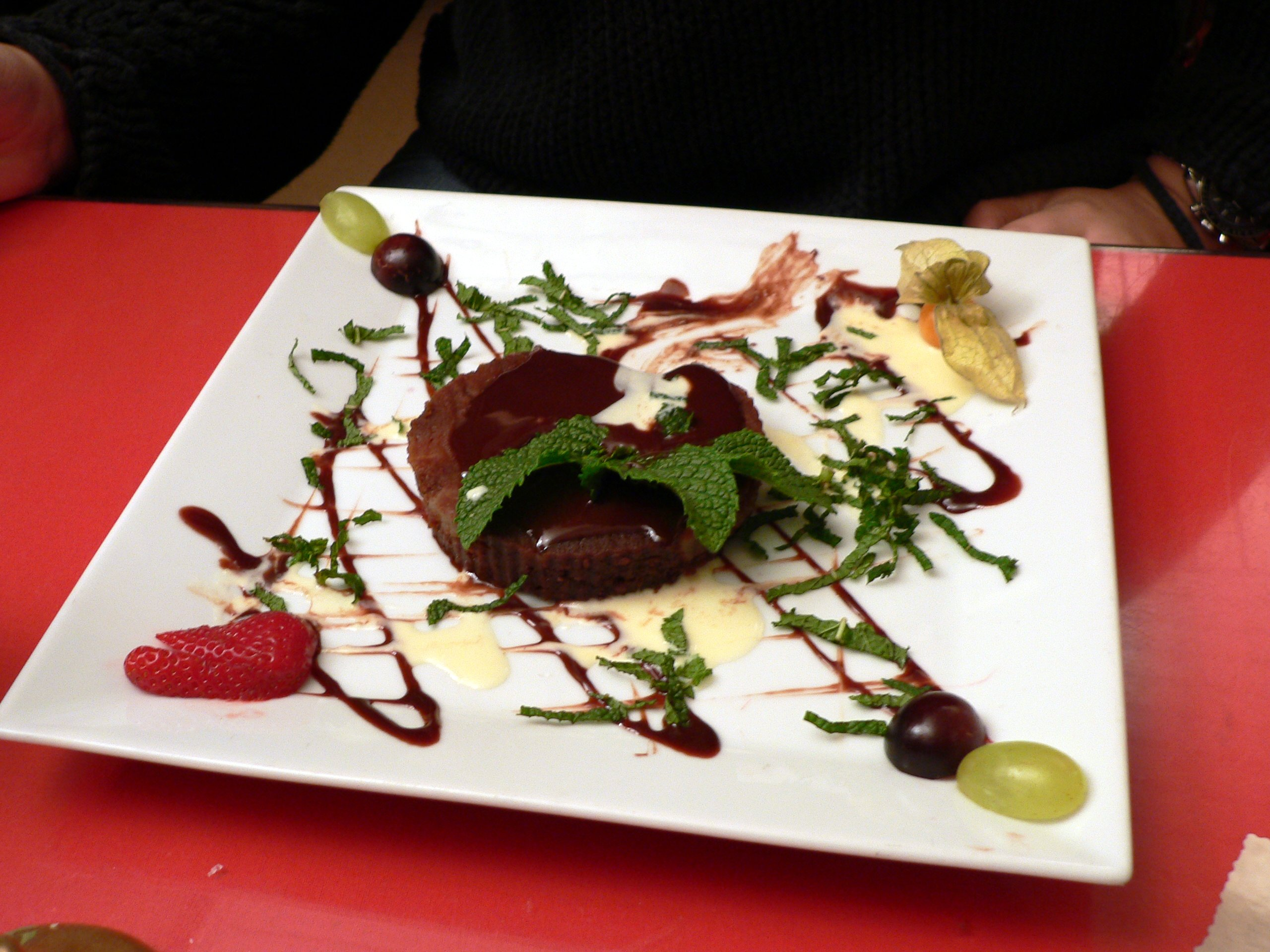
Десерт у стилі ф'южн

Десе́рт (фр. dessert від desservir «розчищати стіл») — страва, що подають після обіду, тобто основних страв (взагалі наприкінці трапези).

## Варіативність
Десерти знаходять величезну варіативність — від кондитерських і запечених виробів (тортів, тістечок, пирогів, млинців, штруделів, кексів, мафінів) до меду, шоколаду, кремів, морозива, шербетів, желе тощо. 
Як десерти можуть бути якісь «національні» (тобто страви іноземних кухонь, нерідко адоптовані в місцевій), наприклад, численні східні солодощі (баклава, халва, щербет, рахат-лукум тощо). 
Популярними десертами є також суміші або салати з фруктів або горіхів, а також киселі та інші страви з ягод (червона каша). Як десерти можуть виступати делікатеси (у цьому разі необов'язково солодкі), наприклад, нарізки делікатесних коштовних сортів сиру. 
Зазвичай до десертів подаються також напої, наприклад, десертні вина до фруктів (сиру); до кондитерських виробів це найчастіше кава (в Європі), в Україні це може бути також чай.

## З історії десертів
Звичай вживати після основних страв солодощі широко поширився в Європі тільки в XIX столітті, коли зросло виробництво цукру. До того привілей насолоджуватися десертами була доступна тільки багатим людям.
Звичай споживати фрукти і горіхи на завершення трапези є доволі давнім у світовій культурі, і зокрема, в Україні (і в Європі в цілому).

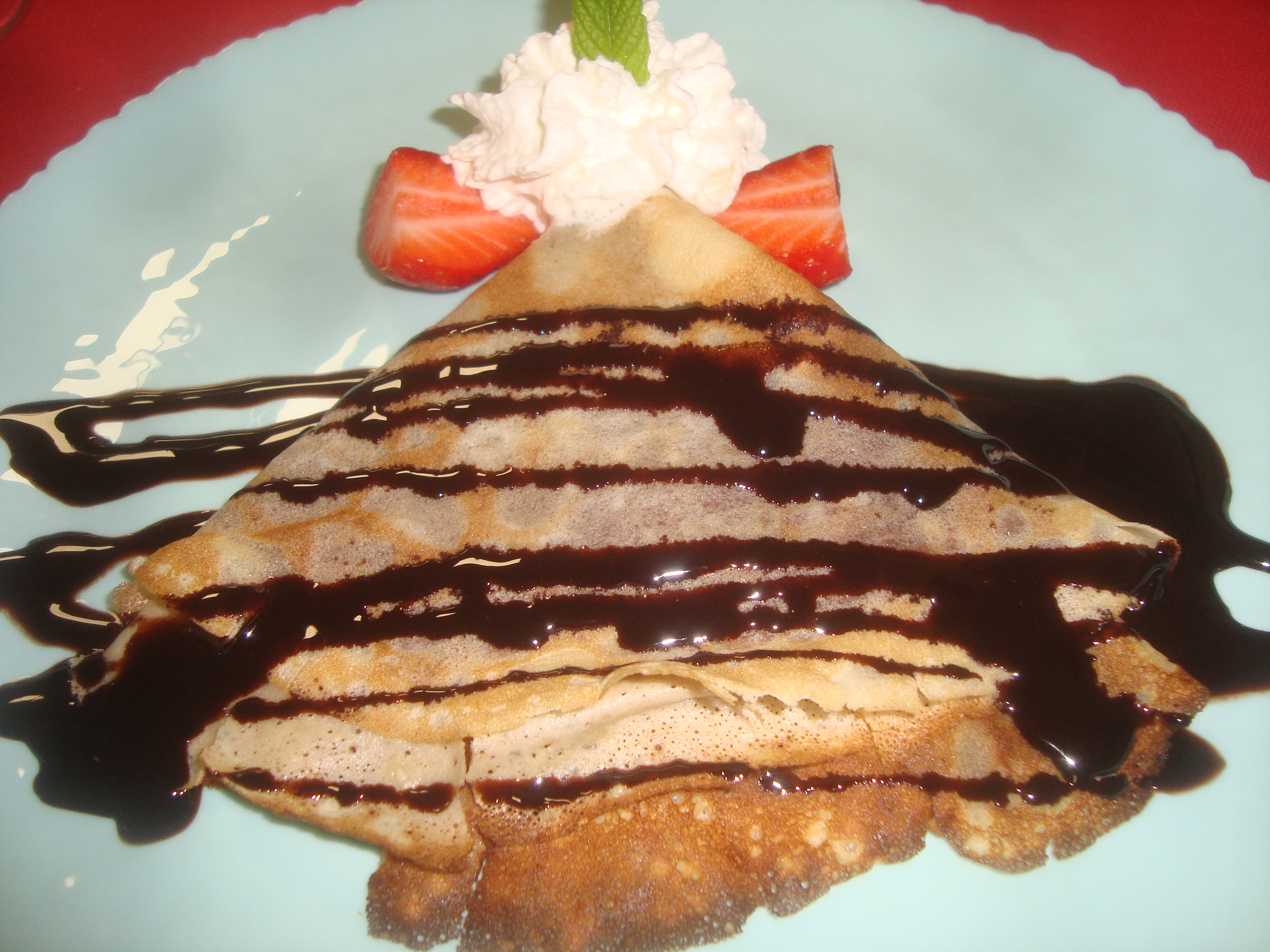
Десерт, креп з начинкою з шоколаду, Іспанія

В українській кухні традиційними десертами є мед, горіхи, яблука, солодкі млинці (наприклад, з сиром) та випічка.
Виникнення більшості сучасних десертів (зокрема, кондитерських виробів) пов'язано з розвитком капіталізму і виділенням кондитерської промисловості як окремої галузі харчової промисловості, коли окремі вишукані солодощі, що були раніше доступними виключно для вищих верств суспільства, стали надбанням широкого загалу. Хронологічно це період від 2-ї пол. XIX ст. до перших десятиліть ХХ ст.. 
Протягом ХХ ст., особливо з його середини у зв'язку з глобалізацією відбувається інтернаціоналізація як кухні в цілому, так і десертів зокрема, які, в першу чергу, піддаються запозиченню й адаптації в національних кухнях. У цьому зв'язку деякі кухні, наприклад, японська навіть роблять поступки світовим трендам (наприклад, як у випадку з японською кухнею, вводячи невластиві «солодкі тістечка»).
У більшості європейських країн, в т.ч. і слов'яномовних та англомовних США і Канаді для позначення слова десерт закріпилось саме французьке слово dessert, винятки — Іспанія (ісп. Postre) і відповідно іспаномовні країни та Португалія і Бразилія (порт. Sobremesa), де в обох випадках власні слова наголошують на «завершальності» десерту під час трапези; так само в німецькій, як і в деяких інших поруч з міжнародним десерт є оригінальні нім. Nachspeise, Nachtisch, що теж акцентують на завершальності десерту як страви. 
Багато десертів, маючи походження в національних кухнях, стали справді міжнародними — від штруделя, що був адаптований національними кухнями Центральної Європи вже декілька століть тому, до «Київського торту», тирамісу і багатьох інших, що є авторськими (тобто витворами талановитих кухарів, кондитерів) і були винайдені відносно недавно, а поширення і популярності набули вже зовсім недавно. 
Деяким стравам вдалося кардинально змінити своє функціональне призначення, як наприклад, швейцарське фондю, походячи з економного наїдку пастухів, перетворилось на вишукану міжнародну страву, а нерідко якраз на десерт (наприклад, при застосуванні шоколаду, вершків чи фруктів). 
Оскільки міжнародній кухні властива мода, то серед десертів, як і решти страв, спостерігаються певні тренди, наприклад, заклади, що спеціалізуються на ф'южн-кухні, мають у меню десерти в цьому ж стилі.
Водночас нерідко національні кухні «приватизують» деякі десерти, настоюючи на таємниці їхніх рецептів — ідеться, наприклад, про те, що цей десерт, справжній, можливо скуштувати, лише на його батьківщині, як наприклад, віденський торт «Захер». Останнє пов'язане, в першу чергу, з комерціалізацією, розвитком міжнародного туризму тощо.